# الجمهورية البولندية الثانية
الجمهورية البولندية الثانية، أو بولندا ما بين الحربين العالميتين هو الاسم الذي يطلق على بولندا في الفترة ما بين الحربين العالميتين حيث نشأت جمهورية بولندا كدولة أوروبية مستقلة. عرفت رسميا باسم الجمهورية البولندية أو رابطة بولندا (بالبولندية: Rzeczpospolita Polska). أنشأت الدولة البولندية في عام 1918، في أعقاب الحرب العالمية الأولى واستمرت في الوجود حتى عام 1939، على الرغم من الضغوط الداخلية والخارجية، عندما تم غزوها من قبل ألمانيا النازية والاتحاد السوفياتي، والجمهورية السلوفاكية، بمناسبة بداية الحرب العالمية الثانية.
كانت الجمهورية الثانية في عام 1938 وسادس أكبر بلد في أوروبا. ووفقا لتعداد عام 1921، بلغ عدد سكانها 27.2 مليون نسمة. ارتفع هذا العدد بحلول عام 1939، قبل اندلاع الحرب العالمية الثانية مباشرة، إلى ما يقدر بنحو 35.1 مليون. كان ثلث السكان تقريبًا من الأقليات: الروثينيون 13.9%، واليهود الأشكناز 10%، والبيلاروسيون 3.1%؛ والألمان 2.3%، والتشيك والليتوانيون 3.4%. وفي الوقت نفسه، عاش عدد كبير من البولنديين الإثنيين خارج البلاد.
عند الانتهاء من وضع حدود الدولة عام 1922 وبعد العديد من الصراعات الإقليمية، كانت الدول المجاورة لبولندا هي تشيكوسلوفاكيا، وألمانيا، ومدينة دانزيغ الحرة، وليتوانيا، ولاتفيا، ورومانيا، والاتحاد السوفييتي. اتصلت ببحر البلطيق بشريط ساحلي قصير على جانبي مدينة غدينيا، يُعرف بالممر البولندي. وتشاركت بولندا أيضًا بين مارس وأغسطس من عام 1939 حدودًا مع محافظة سبكارباتيا التي كانت مجرية. تأثرت الظروف السياسية في الجمهورية الثانية تأثرًا شديدًا بعواقب الحرب العالمية الأولى والصراعات مع الدول المجاورة، فضلًا عن نشوء النازية في ألمانيا.
حافظت الجمهورية الثانية على تنمية اقتصادية معتدلة. وأصبحت المراكز الثقافية لبولندا بين الحربين العالميتين -وارسو، وكراكوف، وبوزنان، وفيلنيوس، ولفيف- مدنًا أوروبية رئيسية ومواقعَ لجامعات ومؤسسات تعليم عال مُعترف بها دوليًا.

## الخلفية

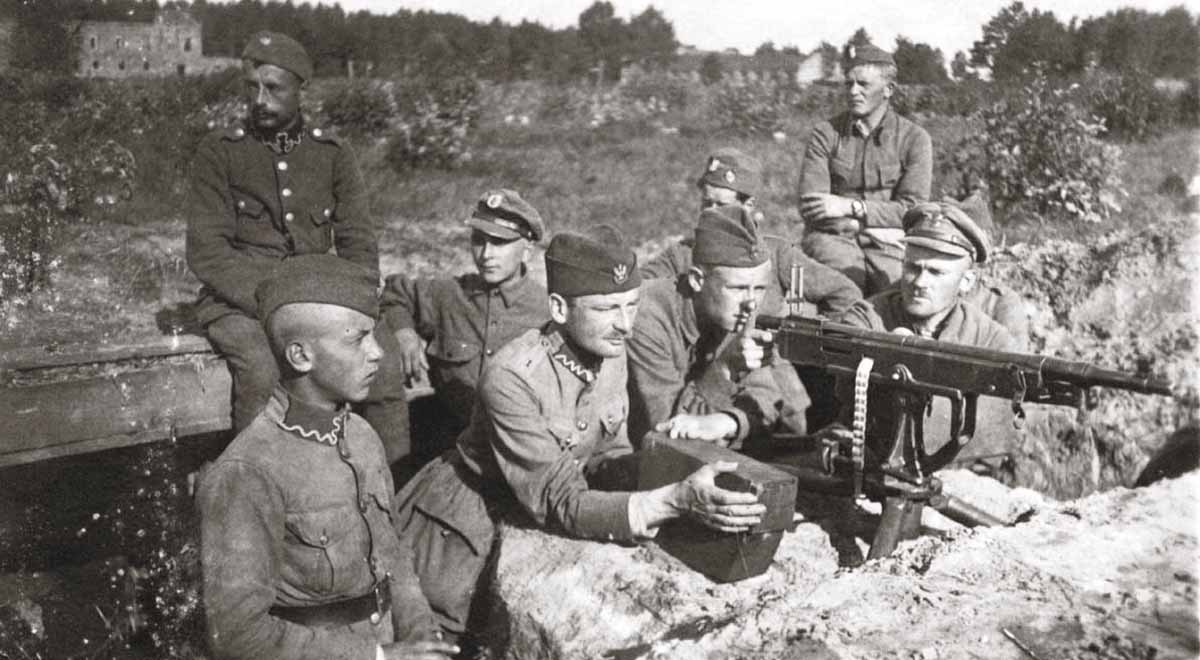
الحرب البولندية السوفيتية 1920

بعد أكثر من قرن من تقاسم بولندا بين القوى الإمبراطورية النمساوية البروسية والروسية، ظهرت بولندا مجددًا كدولة ذات سيادة في نهاية الحرب العالمية الأولى في أوروبا في الفترة 1917-1918. أكد الحلفاء المنتصرون في الحرب العالمية الأولى على نهضة بولندا في معاهدة فرساي في يونيو 1919. وكانت إحدى القصص العظيمة لمؤتمر باريس للسلام عام 1919. وطدت بولندا استقلالها بسلسلة من الحروب الحدودية التي خاضها الجيش البولندي المشكل حديثًا من 1918 إلى 1921. وسُويّ مدى النصف الشرقي من أراضي ما بين الحربين في بولندا دبلوماسيًا عام 1922 واعترفت به عصبة الأمم دوليًا.

### نهاية الحرب العالمية الأولى
هيمنت ألمانيا تدريجيًا خلال الحرب العالمية الأولى (1914-1918) هيمنة شاملة على الجبهة الشرقية مع تراجع الجيش الإمبراطوري الروسي. سيطرت الجيوش الألمانية والنمساوية- المجرية على الجزء الذي حكمته روسيا والذي أصبح بولندا. في محاولة فاشلة لحل المسألة البولندية بأسرع وقت ممكن، أنشأت برلين دولة عميلة ألمانية في 5 نوفمبر 1916، مع مجلس دولة مؤقت حاكم وأنشأت من 15 أكتوبر 1917 مجلس ريجنسي. أدار المجلس البلاد تحت إشراف ألمانيا (انظر أيضًا ميتيل أوروبا)، حتى انتخاب ملك.
قرر مجلس ريجنسي قبل شهر من استسلام ألمانيا في 11 نوفمبر 1918 وانتهاء الحرب، حل مجلس الدولة وأعلن عن عزمه استعادة استقلال بولندا 7 أكتوبر 1918. أيدت معظم الأحزاب السياسية البولندية هذه الخطوة، باستثناء الملحوظ للحزب الديمقراطي الاجتماعي ذي التوجه الماركسي لمملكة بولندا وليتوانيا. وفي 23 أكتوبر، عين مجلس ريجنسي حكومة جديدة في عهد يوزيف شفيازينسكي وبدأ التجنيد في الجيش البولندي.

### تشكيل الجمهورية
نشأ أكثر من 100 مجلس عمّالي في الأراضي البولندية في الفترة 1918-1919؛ أُسس أول مجلس سوفييتي للمندوبين في 5 نوفمبر 1918 في لوبلين. وأعلن الاشتراكيون في 6 نوفمبر عن جمهورية تارنوبرزغ في تارنوبرزغ في غاليسيا النمساوية. أنشأ الاشتراكي إيجني داشنسكي، في اليوم نفسه حكومة شعبية مؤقتة لجمهورية بولندا في لوبلان. عاد السيد يوزيف بيوسودسكي، الذي أطلق سراحه مؤخرًا من سجن ألماني لمدة 16 شهرًا في ماغدبورغ، يوم الأحد الموافق 10 نوفمبر في تمام الساعة 7 صباحًا بالقطار إلى وارسو. واستقبله الوصي جزديسواف لوبوميرسكي والكولونيل آدم كوك والعقيد كاجيميرز سوسنكوفسكي في محطة قطار وارسو. وفي اليوم التالي، وبسبب شعبيته ودعم معظم الأحزاب السياسية له، عينه مجلس ريجنسي قائدًا للقوات المسلحة البولندية. وفي 14 نوفمبر، حل المجلس نفسه ونقل جميع سلطته إلى بيوسودسكي بوصفه رئيسًا للدولة. حلت حكومة داشنسكي نفسها بعد التشاور معه، وشُكلت حكومة جديدة في عهد يدنزي موراشفسكي. في عام 1918، كانت إيطاليا أول دولة أوروبية تعترف بسيادة بولندا المتجددة.
تضمنت مراكز الحكومة التي تشكلت في ذلك الوقت في غاليسيا (جنوب بولندا التي كانت تحكمها النمسا سابقًا) المجلس الوطني لإمارة شيزن (الذي أُسس في نوفمبر 1918)، وجمهورية زاكوباني ولجنة التصفية البولندية (28 أكتوبر). وبعد ذلك بوقت قصير اندلعت الحرب البولندية الأوكرانية في لفيف (1 نوفمبر 1918) بين قوات اللجنة العسكرية لأوكرانيا والوحدات البولندية غير النظامية التي تكونت من طلاب وكانت تُعرف باسم نسور لفيف (لفيف إيغليتس)، الذين دعمهم الجيش البولندي لاحقًا (انظر معركة لفيف (1918)، معركة شاميشل (1918)).
في الوقت نفسه، بدأت حرب تحرير وطنية أخرى في غرب بولندا تحت راية انتفاضة بولندا الكبرى (1918-19). في يناير 1919 هاجمت القوات التشيكوسلوفاكية وحدات بولندية في منطقة زاولزي (انظر الحرب البولندية - التشيكوسلوفاكية). بعد ذلك مباشرة بدأت الحرب البولندية الليتوانية (تقريبًا 1919-1920)، وفي أغسطس 1919 بدأ السكان الناطقين باللغة البولندية في سيليزيا العليا سلسلة من ثلاث انتفاضات سيليزية. لكن الصراع العسكري الأكثر خطورة في تلك الفترة، كان الحرب البولندية السوفياتية التي انتهت (1919-1921) بانتصار بولندي حاسم. وفي عام 1919 قمعت حكومة وارسو جمهورية تارنوبرزغ ومجالس العمال.

## السياسة والحكومة
كانت الجمهورية البولندية الثانية ديمقراطية برلمانية منذ عام 1919 (انظر الدستور الصغير لعام 1919) حتى 1926، مع سلطات محدودة للرئيس الذي ينتخبه البرلمان، كان بإمكان الرئيس تعيين رئيس الوزراء والحكومة بموافقة مجلس النواب، لكن لا يمكنه حل مجلس النواب إلا بموافقة مجلس الشيوخ. وعلاوة على ذلك، كانت سلطته في إصدار المراسيم محدودة بسبب اشتراط تحقق رئيس الوزراء والوزير المختص بالمرسوم من مراسيمه بتوقيعاتهما. كانت بولندا واحدة من أوائل دول العالم التي اعترفت بحق المرأة في التصويت. مُنحت المرأة في بولندا الحق في التصويت في 28 نوفمبر من عام 1918 بموجب المرسوم الصادر عن يوزيف بيوسودسكي.
كانت الأحزاب السياسية الرئيسية آنذاك هي الحزب الاشتراكي البولندي، والديمقراطيون الوطنيون، والعديد من الأحزاب الفلاحية، والديمقراطيون المسيحيون، والمجموعات السياسية لأقليات العرقية (الألمانية: الحزب الديمقراطي الاشتراكي الألماني في بولندا، واليهود: اتحاد العمال اليهودي العام في بولندا وحزب العمال الاشتراكي اليهودي الموحد، والأوكرانيين: التحالف الديمقراطي الوطني الأوكراني). أدى تغيير الحكومات المستمر (الانتخابات التشريعية البولندية لعام 1919، والانتخابات التشريعية البولندية لعام 1922) وغيرها من الدعايات السلبية التي تلقاها السياسيون (مثل الاتهامات بالفساد أو محاولة الانقلاب البولندي في عام 1919)، إلى تراجع شعبيتهم. ومن أبرز سياسي ذلك الوقت: بيوسودسكي، بالإضافة إلى الناشط الفلاحي فينسينتي فيتوس (رئيس وزراء لثلاث مرات)، والزعيم اليميني رومان دموفسكي. كانت الأقليات العرقية ممثلة في مجلس النواب؛ مثلًا، في الفترة 1928-1930، كان هناك نادي أوكرانيا البيلاروسي، الذي ضم 26 عضوًا أوكرانيًا و4 أعضاء بيلاروسيين.
عاش المارشال بيوسودسكي بعد الحرب البولندية-السوفيتية، حياة متواضعة عمدًا، وكتب كتبًا تاريخية لكسب لقمة عيشه. وبعد توليه السلطة بانقلاب عسكري في مايو 1926، أكد أنه يريد أن يُعالج المجتمع البولندي والسياسة الحزبية المتطرفة. لذلك أطلق على نظامه سانستيا باللغة البولندية. كانت الانتخابات البرلمانية لعام 1928 لا تزال حرة وعادلة، رغم فوز الكتلة غير الحزبية للتعاون مع الحكومة المناصرة لبيوسودسكي بها. تم التلاعب بالانتخابات البرلمانية الثلاثة التالية (في 1930 و1935 و1938)، وأُرسل نشطاء المعارضة إلى سجن بيريزا كارتاوسكا (انظر أيضًا محاكمات بريست). نتيجة لهذا؛ فاز معسكر الوحدة الوطنية المؤيد للحكومة بأغلبية ضخمة في تلك الانتخابات. توفي بيوسودسكي بعد إقرار دستور استبدادي في ربيع عام 1935. وكان من أبرز السياسيين خلال السنوات الأربعة الأخيرة من الجمهورية البولندية الثانية، الرئيس إغناسي مُتشسيكي، ووزير الخارجية يوزيف بيك، والقائد العام للجيش البولندي إدوارد ريدز شميغي. قُسمت البلاد إلى 104 دوائر انتخابية، وأسس السياسيون الذين أُجبروا على مغادرة بولندا الجبهة المتحدة عام 1936. غالبًا ما يُشار للحكومة التي حكمت الجمهورية البولندية الثانية في سنتها الأخيرة بعقداء بيوسودسكي.